# 柏芒吉岛
柏芒吉岛是一座位于马来西亚柔佛州丰盛港县沿海的小岛，毗邻刁曼岛和澳岛。